# Spyro: Ripto Quest
Spyro: Ripto Quest è un videogioco a piattaforme per i telefoni cellulari appartenente alla saga di videogiochi di Spyro the Dragon, pubblicato nel novembre 2004. Si svolge dopo gli eventi di Spyro Adventure.

## Trama
Ripto e il suo esercito hanno attaccato i mondi di ghiaccio, erba e fuoco e hanno danneggiato la macchina che protegge i mondi da loro. Spyro e Sparx devono recuperare le 4 parti danneggiate della macchina e restituirle al Professore.

## Modalità di gioco
Il giocatore prenderà controllo del draghetto Spyro e con esso dovrà attraversare i 3 mondi magici, per un totale di 7 livelli diversi. Nel corso del gioco il protagonista incontrerà svariati personaggi che gli indicheranno gli obiettivi delle missioni che dovrà completare e nel frattempo combattere l'esercito comandato da Ripto. Il resto del gameplay rimane molto simile a quello dei capitoli della serie usciti su Game Boy Advance, ovvero raccogliere le gemme lungo i vari percorsi (che in alcuni casi dovranno essere spese presso l'orso Riccone che le scambierà per alcuni oggetti), sputare fuoco per sconfiggere i nemici, saltare e volare attraverso le varie piattaforme, affrontare alcuni boss e per la prima volta si avrà la facoltà di lanciare degli incantesimi e teletrasportarsi.

## Accoglienza
Levi Buchanan di IGN diede al gioco un punteggio di 7.9, trovando legnosi i comandi mentre il resto dello stile gioco ricalcava quello dei titoli della serie usciti su GBA, reputandolo un buon gioco.